# ای. کارل هلمهولز
ای. کارل هلمهولز (انگلیسی: A. Carl Helmholz؛ زاده ۲۴ مهٔ ۱۹۱۵ درگذشته ۲۹ اکتبر ۲۰۰۳) یک فیزیک‌دان اهل ایالات متحده آمریکا بود.